# Lettera agli Ebrei
La Lettera agli Ebrei è un'opera inclusa nel Nuovo Testamento, in cui il profilo e la missione di Gesù sono delineati tramite il confronto con la figura del sommo sacerdote nell'Antico Testamento.
Il suo genere letterario è molto discusso. Ben più che una lettera o un'omelia il testo risulta essere un "trattato per i cristiani di origine ebraica etnica ora ellenizzati".
Il testo, anonimo, è stato accostato al nome di Paolo di Tarso sin dal IV secolo, ma la critica moderna esclude questa attribuzione, che era già stata messa in dubbio da Origene e Tertulliano nel III secolo.

## Trasmissione
Il testo della Lettera agli Ebrei ci è stato trasmesso all'interno dell'epistolario paolino. Nei testimoni più antichi, il papiro P46 (ca 200) e i codici unciali B (IV secolo), S (secoli IV-V) e A (V secolo), essa è collocata subito dopo la Lettera ai Romani. Nel codice B è annotata a margine una più antica collocazione fra Galati ed Efesini, testimoniata anche nella versione copta (Saidica di Atanasio).
L'attuale collocazione al termine dell'epistolario paolino è quella adottata in tutti i manoscritti delle versioni latine (sia la Vetus Latina sia la Vulgata) oltre che nella Peshitta (versione siriaca della Bibbia). Essa è testimoniata anche da Epifanio di Salamina: "Filemone è la tredicesima lettera seguita da Ebrei che è la quattordicesima".

## Composizione

### Autore
L'autore è una persona con una vasta cultura giudaico-ellenistica, che dimostra una profonda conoscenza dell'Antico Testamento, di cui si avvale prevalentemente nella versione dei Settanta. Probabilmente l'autore si rivolge a una comunità di Ebrei ellenistici cristiani; dato che la lettera era nota a Clemente di Roma pochi anni dopo la sua composizione, è possibile che tale comunità fosse a Roma, come suggerito dall'augurio «vi salutano quelli d'Italia» in Ebrei 13,24..

#### L'ipotesi paolina
Al testo, che non presenta il nome del mittente e del destinatario, è stato tradizionalmente accostato il nome di Paolo di Tarso. Questa attribuzione è però discussa già nell'antichità, per esempio da Origene (prima metà del III secolo) e Tertulliano (prima metà del III secolo). Eusebio di Cesarea, pur annoverando Ebrei fra le 14 lettere paoline, la cui canonicità era generalmente indiscussa, accenna a resistenze della Chiesa di Roma, dovute all'inverosimiglianza dell'attribuzione paolina.
Oggi gli studiosi, pressoché concordemente, ritengono che questa lettera non sia stata scritta da Paolo. Gli esegeti della Bibbia Edizioni Paoline osservano, ad esempio, che tale lettera "riflette sì il pensiero di Paolo, ma secondo l'opinione unanime degli studiosi non sarebbe stata scritta direttamente da lui", mentre lo storico e biblista Bart Ehrman sottolinea che "nel testo in realtà non si dice che l'autore sia Paolo: come i vangeli inclusi nel Nuovo Testamento, è anonimo. Esso però è stato accolto nel canone soltanto tra il III e il IV secolo, quando tra i cristiani si era diffusa la convinzione che a scriverlo era stato Paolo. Oggi concordemente si ritiene che l'autore non sia Paolo". Ehrman ha parzialmente ritratto la posizione sull'anonimato dei Vangeli dopo pressione dalla comunità scientifica sulla evidenza storica, ma questo punto rimane valido per la Lettera agli Ebrei.
Le difficoltà più grandi nell'attribuire la lettera agli Ebrei a Paolo riguardano le differenze stilistiche e contenutistiche con le altre lettere. Lo stile elegante di questo scritto è diverso da quello delle lettere paoline; diverso appare anche l'utilizzo delle parole, 140 delle quali non ricorrono negli scritti di Paolo. I contenuti dottrinari della lettera, benché di chiara ispirazione paolina, presentano inoltre caratteristiche proprie, inusuali per la teologia dello scrittore di Tarso.

#### Altre ipotesi
Clemente d'Alessandria pensò come autore all'evangelista Luca, imitato da Origene, che propose anche il nome di Clemente di Roma, mentre Tertulliano l'attribuisce a Barnaba ed Eusebio di Cesarea ad un certo Gaio; Martin Lutero propose Apollo, giudeo di Alessandria d'Egitto di cui si parla negli Atti degli Apostoli, mentre Adolf von Harnack suggerì Priscilla. Furono avanzati anche i nomi di Silvano, Timoteo, Aristione, Filippo e persino di Maria.

### Lingua e stile
La lettera è scritta in greco. Lo stile è sereno, regolare e molto curato:  l'opera presenta pregi di eleganza stilistica e ricercatezza letteraria.
Nella lettera si alternano parti dedicate al culto ad altre nelle quali i lettori sono incoraggiati a resistere anche nelle difficoltà.
Lo scritto, nonostante il nome con cui è noto, non è in realtà una lettera: il suo genere è piuttosto quello del discorso di esortazione. Probabilmente è un'opera di carattere omiletico proclamata a voce a una comunità cristiana e poi inviata ad altre chiese.

### Data di composizione
Papa Clemente I attinge ampiamente a questa lettera nella sua Lettera ai Corinzi: il testo era quindi già noto a Roma nell'ultimo quarto del I secolo.
Sulla data di composizione sono state avanzate tre ipotesi: la fase conclusiva del regno di Claudio (morto nel 54), gli ultimi anni del dominio di Nerone (morto nel 68) e il regno di Domiziano (81-96). L'ipotesi più probabile è la seconda: la liturgia del tempio è infatti descritta come ancora in atto, anche se ormai prossima alla scomparsa. 
Secondo il volume Redating the New Testament di John Arthur Thomas Robinson (1976), Ebrei 10,1-3 e il riferimento ai sacrifici annuali prescritti dalla Legge nel Tempio inducono a una datazione anteriore alla distruzione di quest'ultimo e alla Guerra giudaica.
In generale, la nostalgia dei destinatari per il culto mosaico fa infatti pensare a una datazione precedente alla distruzione del Tempio di Erode, quindi non oltre il 69; poiché i riferimenti nella lettera al tempio sono prevalentemente simbolici è comunque possibile proporre anche una datazione successiva al 70.

### Destinatari
Non è facile individuare i destinatari della lettera. Il titolo con il quale conosciamo la lettera è infatti successivo alla composizione del testo: l'autore cita gli ebrei in modo indiretto ("stirpe di Abramo", "tribù di Giuda"), senza però implicare che siano i destinatari. Questi ultimi sono invece i membri di una comunità precisa (13,23), che conosce Timoteo. Il riferimento all'Italia (13,24) fa propendere per una comunità romana.
Sono state avanzate anche altre soluzioni. Tra le possibili località proposte ci sono Gerusalemme (la lettera sarebbe stata scritta da Cesarea nel 57-59 durante la prigionia di Paolo in quella città oppure da Roma nel 66 o dopo il 70), la Samaria, Cesarea, Antiochia di Siria, Colossi, Efeso, Cipro, Alessandria d'Egitto.
I destinatari della lettera sono stati tradizionalmente identificati con un gruppo di giudeo-cristiani: in realtà, oggi si ritiene che la lettera sia indirizzata piuttosto a cristiani pervenuti già da tempo alla fede, forse dei gentili, dei quali si vuole rinsaldare la vocazione.

## La lettera e il canone
Nella Chiesa antica l'inserimento della Lettera agli Ebrei nel canone del Nuovo Testamento incontrò alcune resistenze: non appare contenuta, ad esempio, nel Canone muratoriano (II secolo).
La lettera, comunque, fu accettata e apprezzata da molti Padri della Chiesa. Molti suoi versetti furono utilizzati nelle controversie cristologiche fra le due grandi scuole antiochena e alessandrina a riprova dell'autorevolezza di cui la lettera godeva.
Nuovi dubbi emersero al tempo della Riforma, tanto che Lutero spostò Ebrei, Apocalisse, la Lettera di Giacomo e quella di Giuda in fondo alla Bibbia in lingua tedesca. Di fatto, però, la Lettera agli Ebrei restò nel canone della Bibbia protestante e Lutero stesso ne esaltò la cristologia.

## Struttura e contenuto
La lettera presenta Gesù come il vero sacerdote che ha espiato i peccati e affronta i temi dell'avvento del Regno di Dio, della debolezza della volontà e dell'ostilità del mondo. La lettera, in particolare, è il solo scritto del Nuovo Testamento che si avvale in modo dettagliato della liturgia giudaica della riconciliazione (Yom Kippur) per presentare il sacerdozio di Cristo.
La Lettera agli Ebrei può essere divisa in due parti, una prima parte 1,1-10,18 di contenuto prettamente dogmatico ed una seconda 10,19-13,17 di carattere prevalentemente pratico-moralistico.

### Prima parte
La prima parte è incentrata sulla figura di Gesù Cristo, re dell'universo, anche in relazione ad altri personaggi biblici dell'Antico Testamento. L'intento dell'autore sembra essere quello di dare una nuova interpretazione del vero significato della legge mosaica e dimostrarne il carattere simbolico e transitorio, sottolineando, al tempo stesso, l'importanza della nuova alleanza rispetto all'antica. Viene in tal modo fornita una visione dottrinaria del significato messianico del sacrificio di Cristo e dell'unicità ed universalità del suo sacerdozio.

### Seconda parte
Nella seconda parte, l'autore si sofferma sui pericoli derivanti dall'apostasia ed esorta i destinatari della lettera alla perseveranza nella fede. Una riflessione sulla parusia precede quindi la presentazione di esempi di fede dell'Antico Testamento, da Abramo a Raab e un nuovo approfondimento sulla figura di Gesù.

## L'accusa di antigiudaismo
Alcune frasi della Lettera agli Ebrei hanno dato adito a un certo antigiudaismo ecclesiastico, alla convinzione cioè che l'Antico Testamento sia ormai morto e che il giudaismo sia stato sostituito dal cristianesimo. Confrontando, per esempio, l'Antica Alleanza con la Nuova si afferma: "ciò che diventa antico e invecchia è prossimo a scomparire" (Ebrei 8,13). La rilettura del testo dopo il concilio Vaticano II, alla luce cioè della dichiarazione Nostra aetate sulle relazioni della Chiesa con le religioni non cristiane, ha fatto scoprire nel testo un equilibrio di valutazione non sufficientemente notato in precedenza. La "lettera", infatti, si guarda bene dall'affermare l'esistenza di due religioni contrapposte, anche se provenienti dalla stessa radice. La religione è una sola, anche se occorre distinguere fra un giudaismo cristiano e un giudaismo non cristiano, un cristianesimo che ha realizzato in pieno il giudaismo (giudeocristianesimo) e un giudaismo che non ha ancora preso contatto con il cristianesimo.

### Riferimenti
1. 1 2 3 4 5  Cesare Marcheselli-Casale, Lettera agli Ebrei, Paoline 2005.
2. ↑  Adversus Haereses in Migne, Patrologiae graecae cursus completus 41, 810-811
3. ↑   Eb 13,24, su La Parola - La Sacra Bibbia in italiano in Internet.
4. ↑  Perrin, The New Testament: An Introduction, p. 138.
5. ↑  Eusebio di Cesarea, Historia Ecclesiae, Libro III, Capitolo 5.
6. ↑  La Bibbia, Edizioni Paoline, 1991, pp. 1722, 1829, ISBN 88-215-1068-9.
7. ↑  Bart Ehrman, Il Nuovo Testamento, Carocci Editore, 2015, pp. 277, 443, 445-446, ISBN 978-88-430-7821-9.
8. ↑  Cfr anche: Bibbia TOB, Leumann, Elle Di Ci, 1997, p. 2770, ISBN 88-01-10612-2; Bibbia di Gerusalemme, EDB, 2011, p. 2843, ISBN 978-88-10-82031-5; Parola del Signore Commentata, traduzione interconfessionale, Nuovo Testamento, LDC/ABU, 1981, pp. 652-623.
9. ↑  Eusebio di Cesarea, Storia ecclesiastica VI, 14,13; 25,12-14
10. ↑  Tertulliano, De pudicitia 20
11. ↑  Eusebio di Cesarea, IV, 20,3.
12. ↑  Martin Lutero, Werke XLIV, 709
13. ↑  Atti degli apostoli  At 18,24, su laparola.net..
14. 1 2 3 4  Franco Manzi, Lettera agli Ebrei, 2001.
15. 1 2 3 4  Franz J. Schierse, Lettera agli ebrei, 1968.
16. ↑  Gerd Theissen, Il Nuovo Testamento, Carocci, 2002.
17. ↑   L'anglicano liberale che anticipa la datazione del Nuovo Testamento, su lanuovabq.it, 6 marzo 2022.
18. ↑   Eb 13,23, su La Parola - La Sacra Bibbia in italiano in Internet.
19. ↑   Eb 13,24, su La Parola - La Sacra Bibbia in italiano in Internet.
20. ↑  Frederick Fyvie Bruce, The Epistle to the Hebrews, 1990.
21. ↑  Piero Stefani, La Bibbia, Il Mulino, 2004.
22. ↑   Eb 1,1-10,18, su La Parola - La Sacra Bibbia in italiano in Internet.
23. ↑   Eb 10,19-13,17, su La Parola - La Sacra Bibbia in italiano in Internet.
24. ↑   Eb 8,13, su La Parola - La Sacra Bibbia in italiano in Internet.